# Jochhöhschlösschen

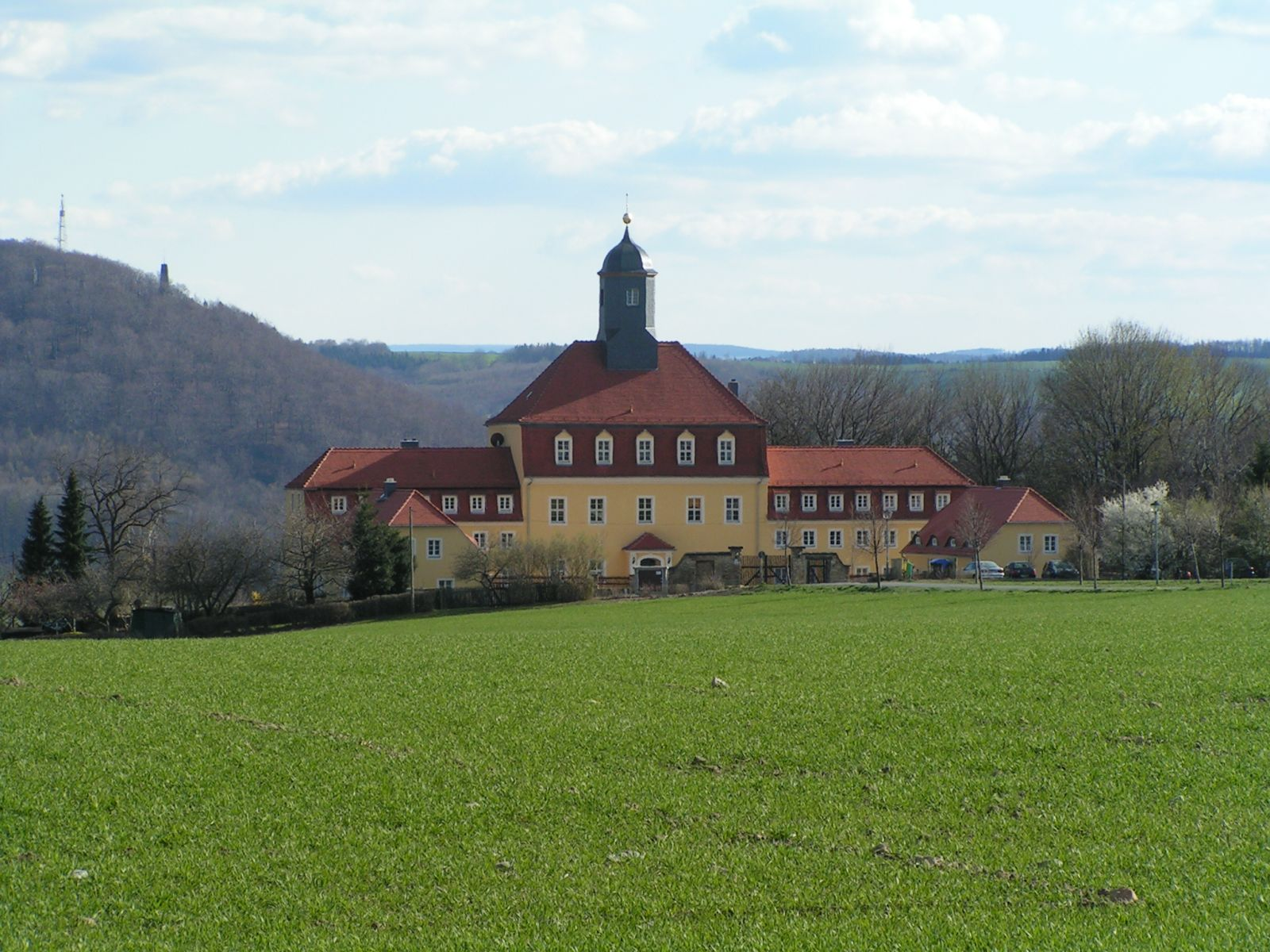
Das Jochhöhschlösschen 2004, von Norden aus gesehen (im Hintergrund der Windberg)

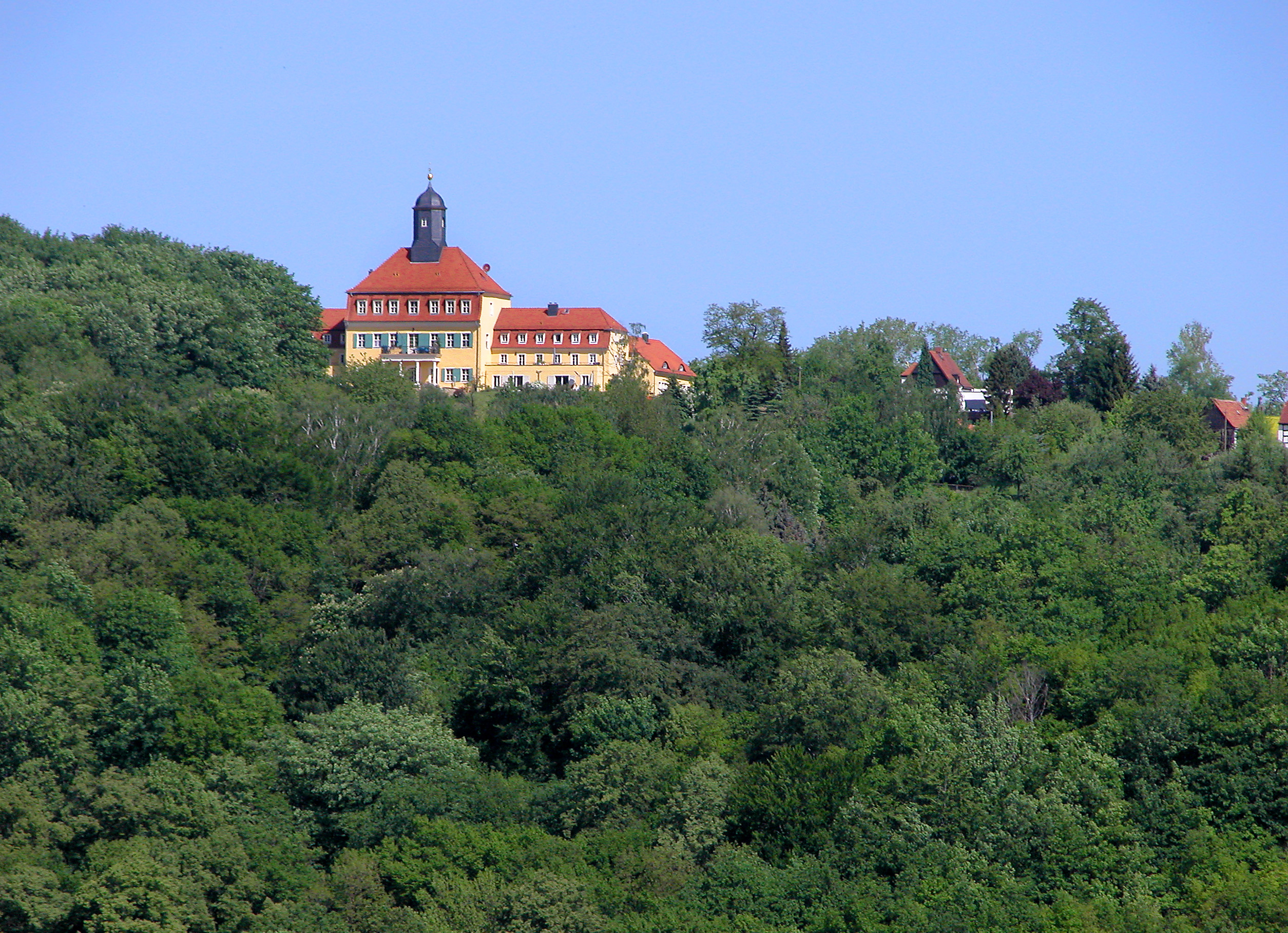
Das Jochhöhschlösschen 2006 von Süden aus gesehen

Das Jochhöhschlösschen ist ein Barock-Schlösschen im Freitaler Stadtteil Pesterwitz im Landkreis Sächsische Schweiz-Osterzgebirge. In dem Gebäude befinden sich heute Eigentumswohnungen.

## Geschichte
Das Schloss wurde zwischen 1795 und 1797 vom Roßthaler Rittergutsbesitzer, Geheimrat, Kammerherrn und Kreissteuereinnehmer Günther Carl Albrecht von Nimptsch als Winzerhaus erbaut. Es besteht aus einem zweigeschossigen Mittelbau, zwei eingeschossigen Seitenflügeln sowie zwei eingangsseitig angeordneten Kavaliershäusern. Unterhalb des Schlosses befand sich ein Weinberg mit einer Winzerei und einem kleinen Gasthaus. Das Weinberg- und das Parkgelände umgab eine Plänermauer. Im Jahr 1803 übernahm der Bruder von Günther Carl Albrecht, Friedrich Hugo von Nimptsch, das Schloss.
1820 ging das Lustschloss als Teil des Ritterguts Pesterwitz an den Baron von Thümen. 1847 erwarb Carl Friedrich August Dathe von Burgk das Schloss. Bereits im Oktober 1848 schenkte dieser es seinem Sohn Arthur Dathe von Burgk zur Hochzeit. Dieser wohnt jedoch nicht darin, sondern vermietete das Anwesen an Bergleute. Die vor dem Haus aufgestellten Böllerkanonen waren 1849 die einzige schwere Bewaffnung der Aufständischen des Dresdner Maiaufstandes und befinden sich heute im Besitz des Dresdner Stadtmuseums.
Seit 1898 wird am Jochhöhschlösschen kein Wein mehr angebaut. Durch die Reblauskatastrophe waren die Weinstöcke eingegangen und wurden nicht wieder aufgebaut. Seit den 1980er Jahren wird an anderer Stelle in Pesterwitz die Weinbautradition weiter geführt. Als Teil der Großlage Dresdner Elbhänge wird der Name Pesterwitzer Jochhöhschlößchen geführt, auch wenn keine Beziehung des vom Gut Pesterwitz geführten Weinbaus zum Jochhöhschlößchen mehr besteht.
Das Schloss verlor in den Jahren danach seine Bedeutung als Wohnschloss und diente nur noch als Lusthaus. Im Jahre 1935 (nach anderen Angaben 1954) richtete die Stadt Freital im Schloss ein Altenheim ein. Dieses wurde 2000 geschlossen und zog in einen Neubau nahe dem Dorfplatz um. Das Schloss wurde privat für Wohnzwecke saniert. Seit 2003 befinden sich im Schlösschen 15 Eigentumswohnungen, vier weitere in den Kavaliershäusern.

## Entwicklung des Schlossnamens
Der ursprüngliche Name des Schlosses, ‚Juchhe‘, soll aus der Lebensfreude des Junkers herrühren. Als Freund der Poesie und ländlicher Feste soll er in Anblick seines Schlösschens einen Juchhe-Jubelruf ausgestoßen haben.

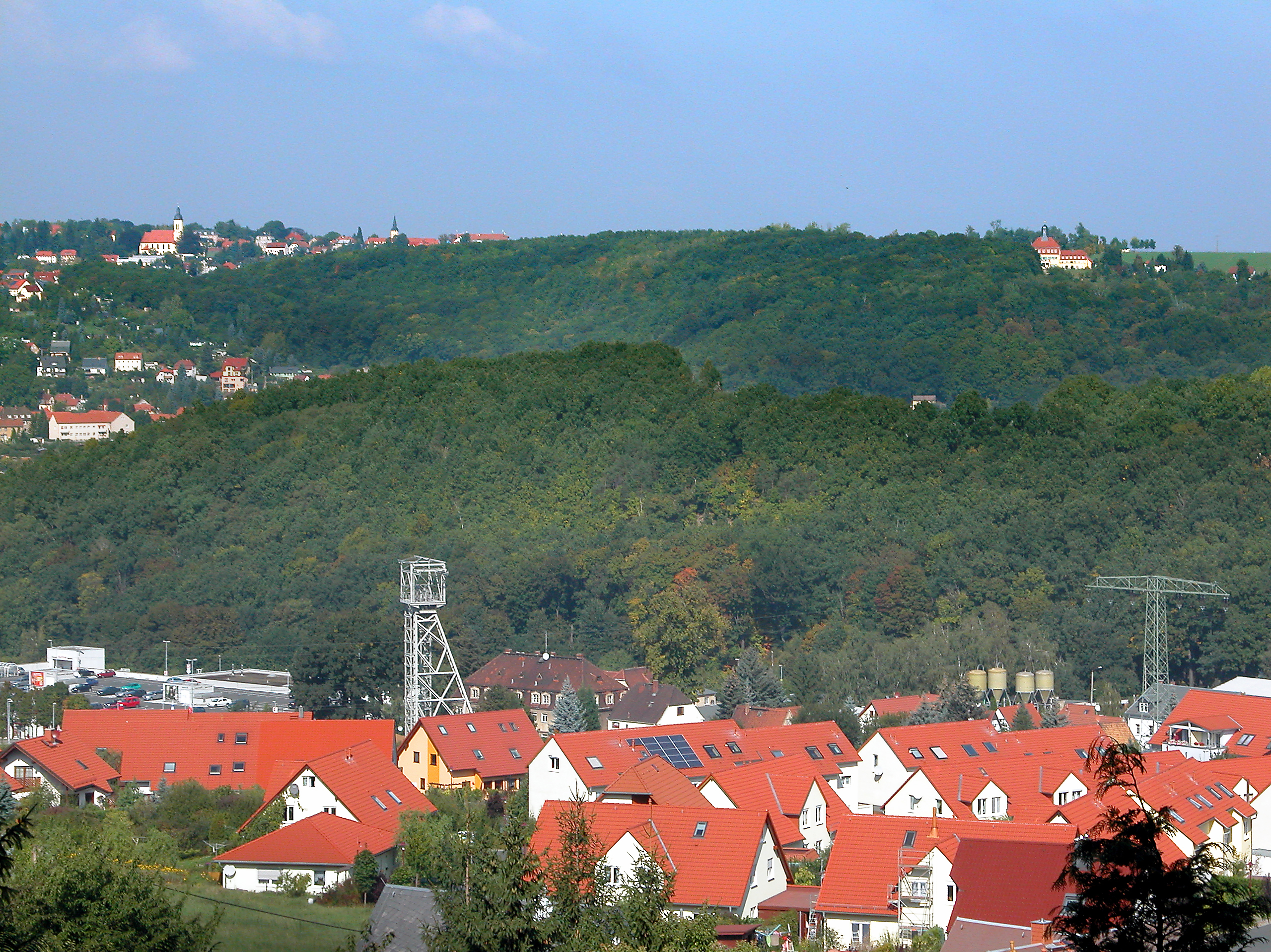
Blick 2008 über Freital-Burgk nach Pesterwitz und zum Jochhöhschlößchen Neunimptsch

Um 1830 kam die Bezeichnung ‚Juchhöh‘. Diese fand immer weiter Verbreitung und hielt sich noch bis zu einer Wanderkarte im Jahr 1957. Seit etwa 1840 ist der heute bekannte Name ‚Jochhöh‘ nachweisbar.

Galerie
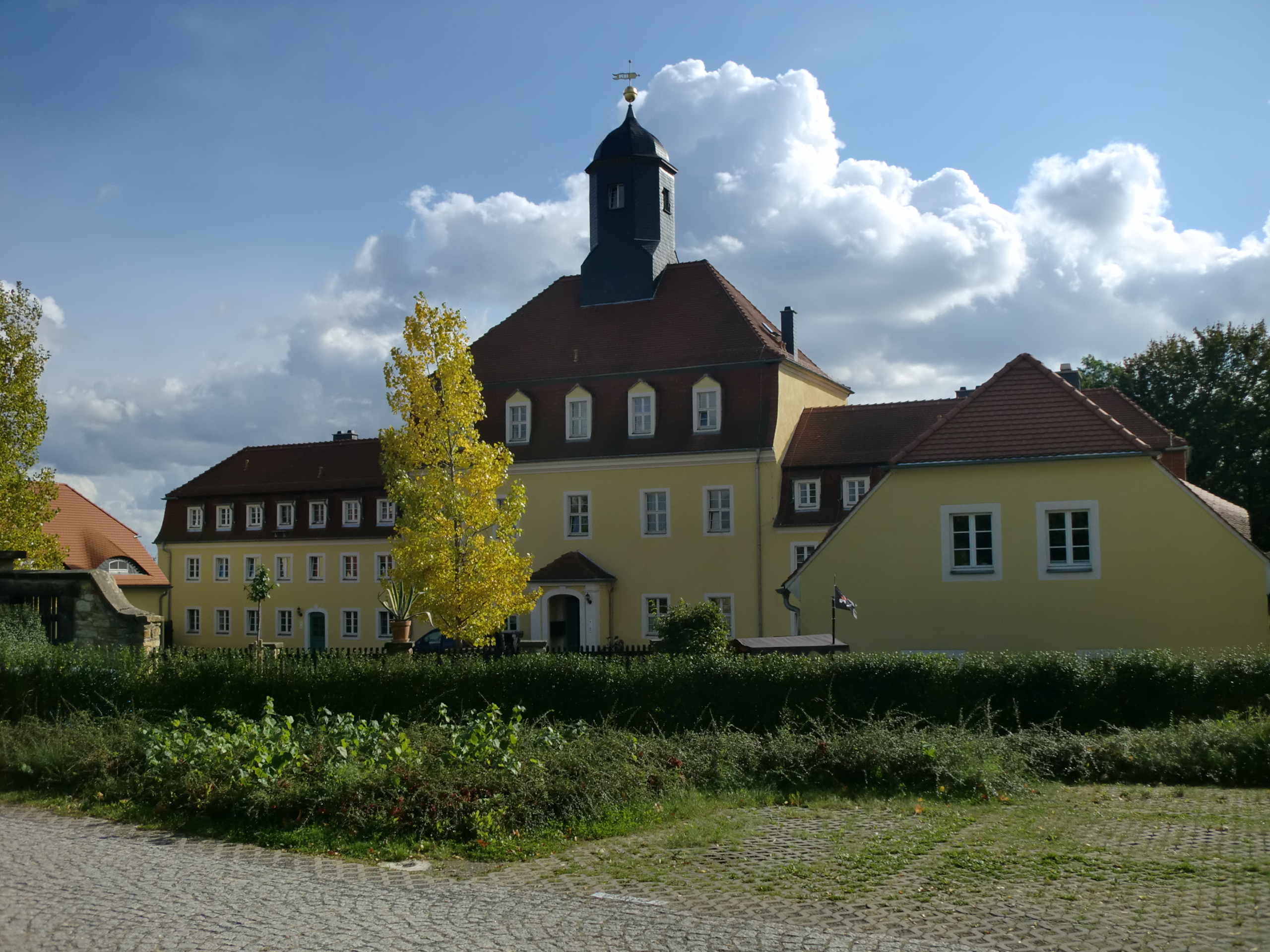
Das Jochhöhschlösschen, Blick von Nordwesten
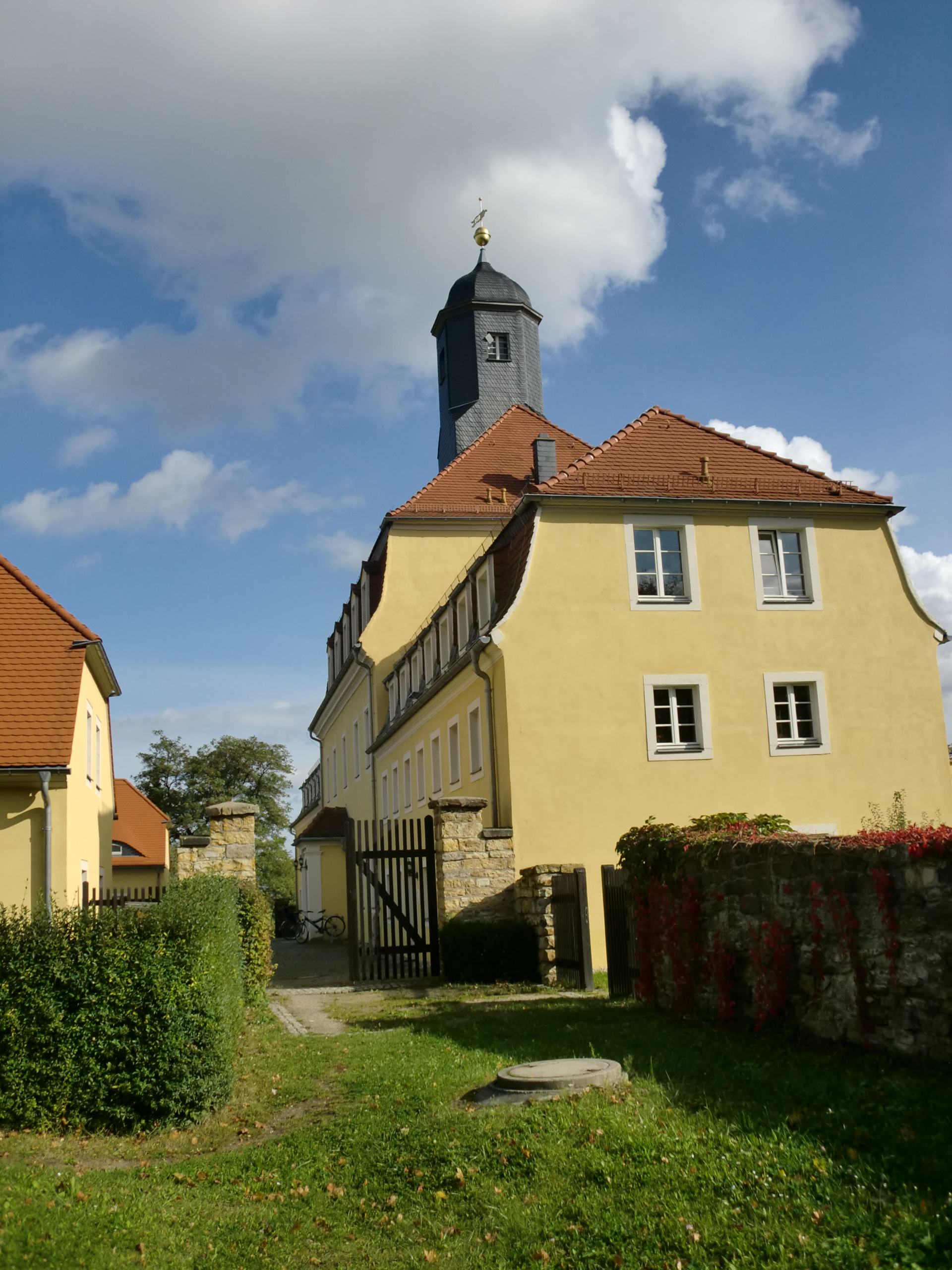
Das Jochhöhschlösschen, Blick von Westen
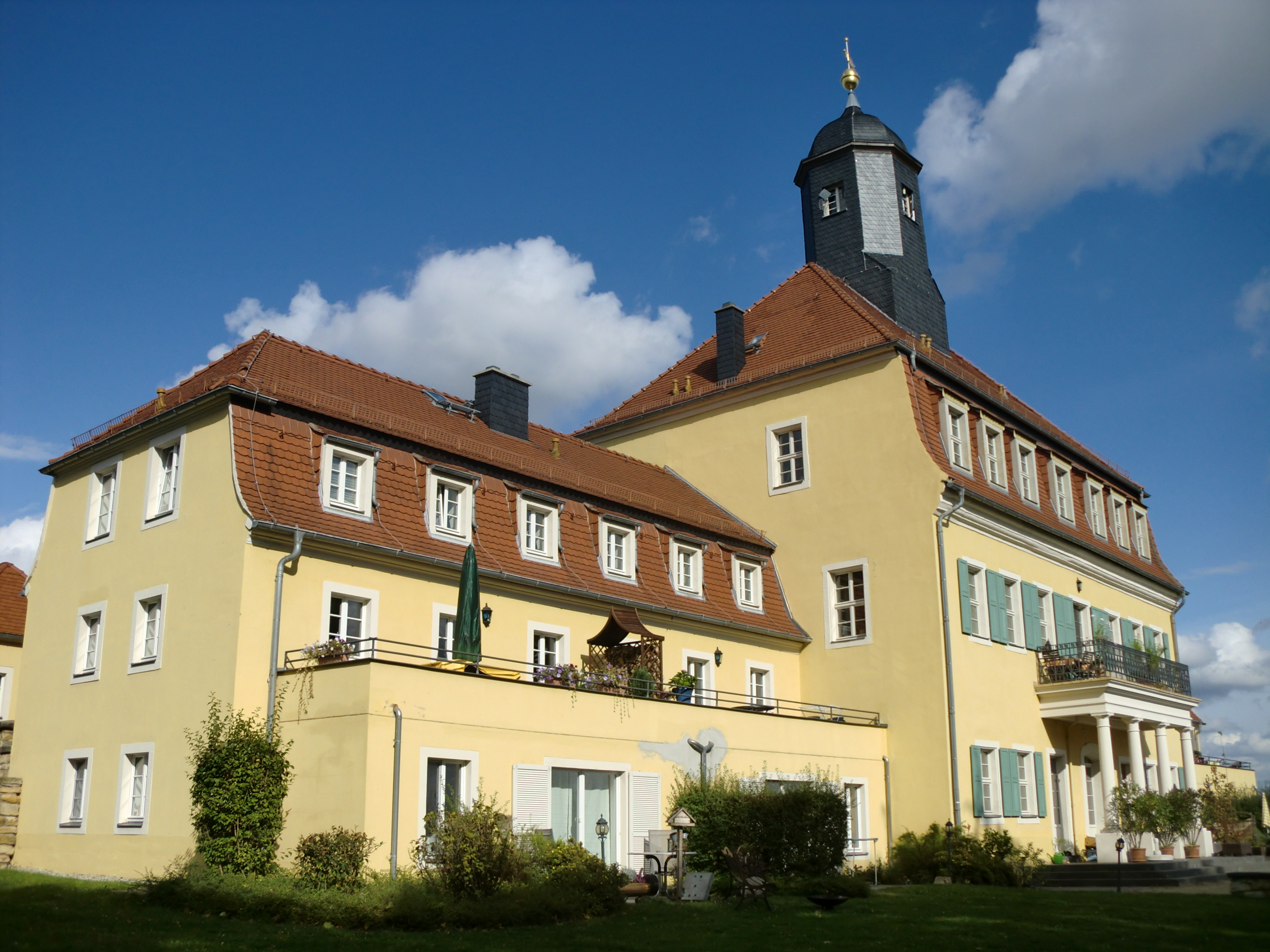
Das Jochhöhschlösschen, Blick von Südwesten
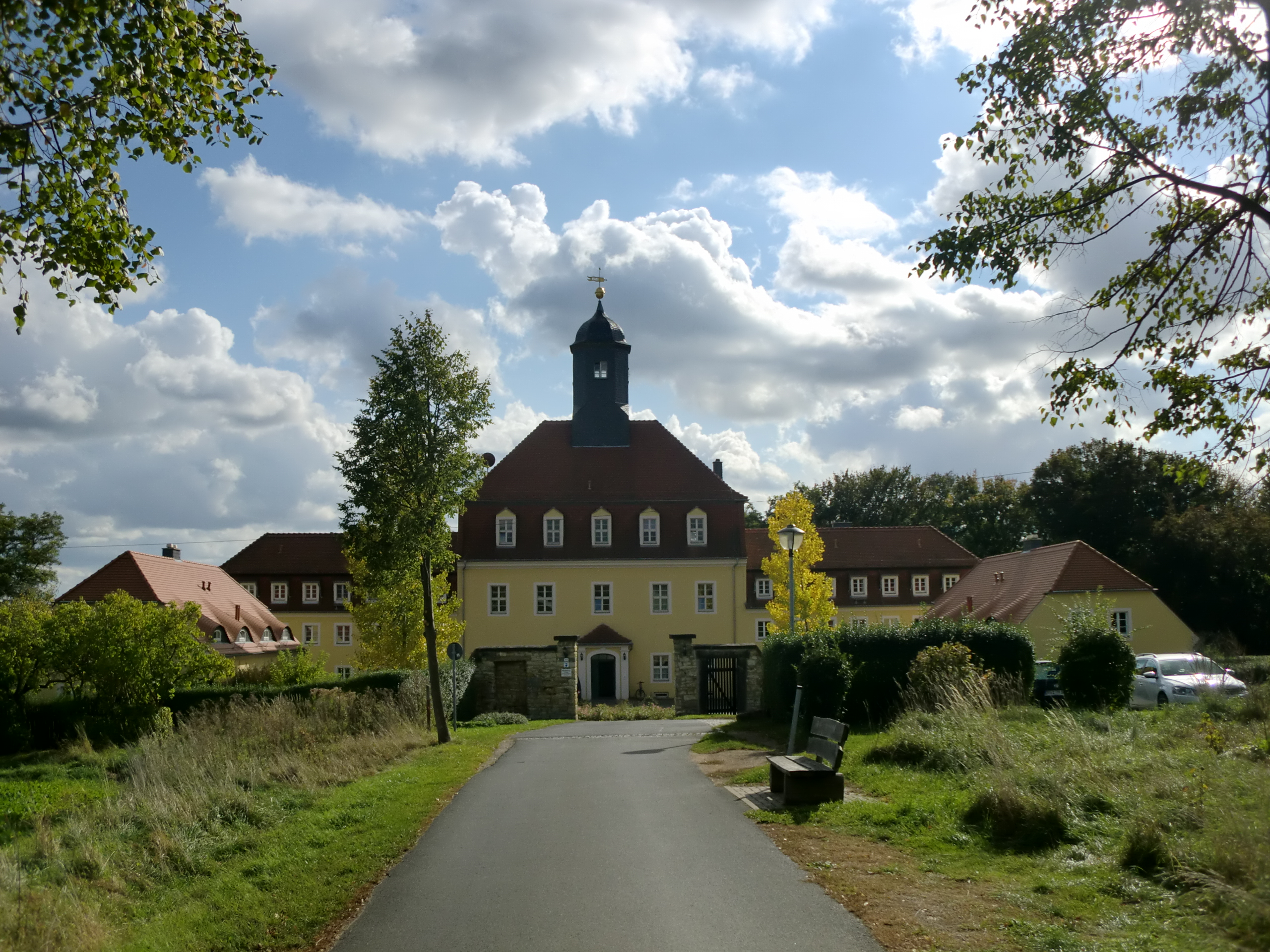
Das Jochhöhschlösschen, Blick von Norden